# Frankfurter Bankenviertel

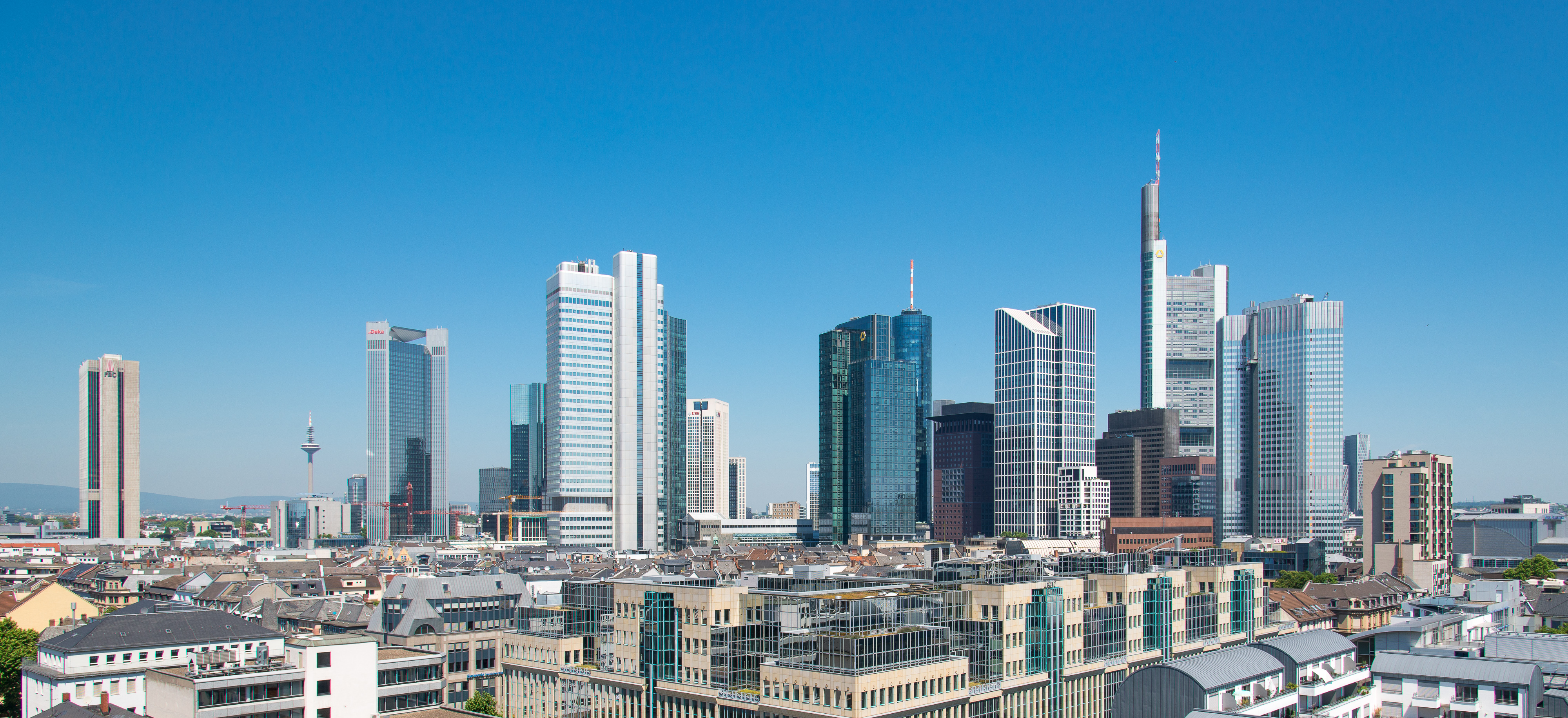
Frankfurter Bankenviertel, 2015

Als Frankfurter Bankenviertel wird ein innerstädtisches Gebiet von Frankfurt am Main bezeichnet, in dem eine Vielzahl von Banken, Versicherungen und anderen Finanzinstitutionen ansässig ist. Das Bankenviertel ist kein eigenständiger Stadtteil und hat daher auch keine festgelegten Grenzen. Im Allgemeinen werden Teile der westlichen Innenstadt, des östlichen Bahnhofsviertels und des südlichen Westends dem Bankenviertel zugerechnet. Hier stehen die meisten Hochhäuser der Stadt und hier liegt auch der Sitz mehrerer deutscher Großbanken (Deutsche Bank, Commerzbank, DZ Bank, Landesbank Hessen-Thüringen) sowie die Repräsentanzen zahlreicher Auslandsinstitute.

## Lage
Den Mittelpunkt des Bankenviertels bildet der Bereich beiderseits der Gallus- und Taunusanlage sowie entlang der Neuen Mainzer Straße, Junghofstraße, Neue Schlesingergasse, Große Gallusstraße und Kaiserstraße. Weiterhin zählt der Bereich beiderseits der Mainzer Landstraße von der Taunusanlage bis zum Platz der Republik sowie die Bockenheimer Landstraße ab dem Opernplatz zum Bankenviertel, wobei die Übergänge zur Wohnbebauung des Westends und des Bahnhofsviertels sowie zum Europaviertel an der Friedrich-Ebert-Anlage fließend sind.

## Bekannte Banken
Bekannte im Frankfurter Bankenviertel ansässige Kreditinstitute sind unter anderem:
| Kreditinstitut                   | Gebäude                                                                   | Straße                                                                | Stadtteil                            |
| -------------------------------- | ------------------------------------------------------------------------- | --------------------------------------------------------------------- | ------------------------------------ |
| Bank of America                  | Marienturm                                                                | Taunusanlage 9–10                                                     | Innenstadt                           |
| Bank of China                    | WestendDuo                                                                | Bockenheimer Landstraße 24                                            | Westend-Süd                          |
| Bank of Communications           | Bürohaus an der Alten Oper                                                | Neue Mainzer Straße 69–75                                             | Innenstadt                           |
| Bankhaus Metzler                 |                                                                           | Untermainanlage 1                                                     | Bahnhofsviertel                      |
| Berenberg Bank                   | BoLa 25                                                                   | Bockenheimer Landstraße 25                                            | Westend-Süd                          |
| BNP Paribas                      |                                                                           | Senckenberganlage 19                                                  | Westend-Süd                          |
| Commerzbank                      | Commerzbank Tower Gallileo                                                | Große Gallusstraße 17–19 Gallusanlage 7                               | Innenstadt Bahnhofsviertel           |
| Crédit Agricole                  | ONE                                                                       | Brüsseler Str. 1                                                      | Messe                                |
| Credit Suisse                    | TaunusTurm                                                                | Taunustor 1                                                           | Innenstadt                           |
| DekaBank Deutsche Girozentrale   | FOUR                                                                      | Große Gallusstraße 14 Lyoner Straße 13                                | Innenstadt Niederrad                 |
| Deutsche Bank                    | Deutsche-Bank-Hochhaus Deutsche Bank Campus (ehemals: Deutsche Bank IBCF) | Taunusanlage 12 Mainzer Landstraße 11 – 17 (Große Gallusstraße 10–14) | Westend-Süd Westend-Süd (Innenstadt) |
| DZ Bank                          | Westendstraße 1 City-Haus I                                               | Westendstraße 1 Platz der Republik 6                                  | Westend-Süd                          |
| Europäische Zentralbank          | Eurotower Japan Center Neubau der Europäischen Zentralbank                | Willy-Brandt-Platz 2 Taunustor 2 Sonnemannstraße 20                   | Innenstadt Ostend                    |
| Goldman Sachs                    | Marienturm                                                                | Taunusanlage 9–10                                                     | Innenstadt                           |
| HSBC Trinkaus                    | Skyper                                                                    | Taunusanlage 1                                                        | Bahnhofsviertel                      |
| Houlihan Lokey                   | Marienturm                                                                | Taunusanlage 9–10                                                     | Bahnhofsviertel                      |
| ING-DiBa                         |                                                                           | Theodor-Heuss-Allee 2                                                 | Westend-Süd                          |
| JPMorgan Chase & Co.             | TaunusTurm                                                                | Taunustor 1                                                           | Innenstadt                           |
| KfW                              |                                                                           | Palmengartenstraße 5–9                                                | Westend-Süd                          |
| Landesbank Hessen-Thüringen      | Main Tower                                                                | Neue Mainzer Straße 52–58                                             | Innenstadt                           |
| Merrill Lynch                    | Main Tower                                                                | Neue Mainzer Straße 52–58                                             | Innenstadt                           |
| Mizuho Financial Group           | TaunusTurm                                                                | Taunustor 1                                                           | Innenstadt                           |
| Morgan Stanley                   | OMNITURM                                                                  | Große Gallusstraße 18                                                 | Innenstadt                           |
| Oddo BHF                         |                                                                           | Gallusanlage 8                                                        | Bahnhofsviertel                      |
| Rentenbank                       |                                                                           | Theodor-Heuss-Allee 80                                                | Westend-Süd                          |
| SEB                              |                                                                           | Stephanstraße 14                                                      | Innenstadt                           |
| Société Générale                 | Garden Tower                                                              | Neue Mainzer Straße 46–50                                             | Innenstadt                           |
| The Bank of Tokyo-Mitsubishi UFJ |                                                                           | Junghofstraße 24                                                      | Innenstadt                           |
| UBS                              | OpernTurm                                                                 | Bockenheimer Landstraße 2–4                                           | Westend-Süd                          |
| Unicredit Bank                   | TaunusTurm                                                                | Taunustor 1                                                           | Innenstadt                           |

## Geschichte
Die Geschichte des Finanzplatzes Frankfurt reicht bis in das Mittelalter. Die Geschichte des Frankfurter Bankenviertels in der heutigen Form begann aber erst nach dem Zweiten Weltkrieg. Vor dem Krieg war Berlin das führende deutsche Finanzzentrum gewesen. Im Berliner Bankenviertel konzentrierten sich die Zentralen der wichtigsten Kreditinstitute. In der Zeit der Deutschen Teilung lag das historische Berliner Bankenviertel in Berlin-Mitte und damit in Ost-Berlin. Zudem wurden die in Berlin ansässigen Großbanken unter Zwangsverwaltung gestellt und zerschlagen. In der Sowjetischen Besatzungszone wurden die Banken verstaatlicht und die Geschäftstätigkeit eingestellt, in den westlichen Besatzungszonen entstanden zwischen 1945 und 1948 Nachfolgeunternehmen, deren Tätigkeiten zunächst auf die jeweiligen Besatzungszone beschränkt war.
In Frankfurt nahm 1947 der Wirtschaftsrat des Vereinigten Wirtschaftsgebietes der Bizone seinen Sitz im Gebäude der Frankfurter Wertpapierbörse. Am 1. März 1948 wurde die Bank deutscher Länder gegründet. Sie wurde de facto zum Nachfolger der Reichsbank und hatte ihren Sitz im Gebäude der ehemaligen Reichsbankhauptstelle in der Taunusanlage. 1957 wurde sie zur Deutschen Bundesbank.
1956 schuf das Gesetz über den Niederlassungsbereich von Kreditinstituten vom 24. Dezember 1956 die rechtlichen Voraussetzungen für den Wiederzusammenschluss der Großbanken. Daraufhin entstanden zum 1. Januar 1957 die Deutsche Bank und die Dresdner Bank mit Sitz in Frankfurt. Die Commerzbank hatte ihren juristischen Sitz noch bis 1990 in Düsseldorf, war jedoch von Anfang an mit einem großen Teil ihres operativen Geschäftes in Frankfurt tätig.
Das Finanzgewerbe wuchs im Wirtschaftswunder rasant. Im Bankenviertel, das durch die Luftangriffe auf Frankfurt am Main im Zweiten Weltkrieg stark zerstört worden war, begann der Wiederaufbau Anfang der 1950er Jahre. Dabei entstanden Gebäude mit bis zu 14 Geschossen, die die vor dem Krieg üblichen Gebäudehöhen deutlich übertrafen. Ende der 1950er Jahre entstanden die ersten Hochhäuser im Bankenviertel, darunter das Zürich-Haus am Opernplatz. Seit den 1970er Jahren entwickelte sich das Bankenviertel zum am höchsten verdichteten Stadtraum des Rhein-Main-Gebiets.
Den stadtplanerischen Rahmen für die Entwicklung des Bankenviertels bildeten ab 1953 verschiedene Planwerke, die 1998 in den Hochhausrahmenplan mündeten; seit 1993 besteht zudem ein rechtswirksamer Bebauungsplan für das Bankenviertel.

## Galerie

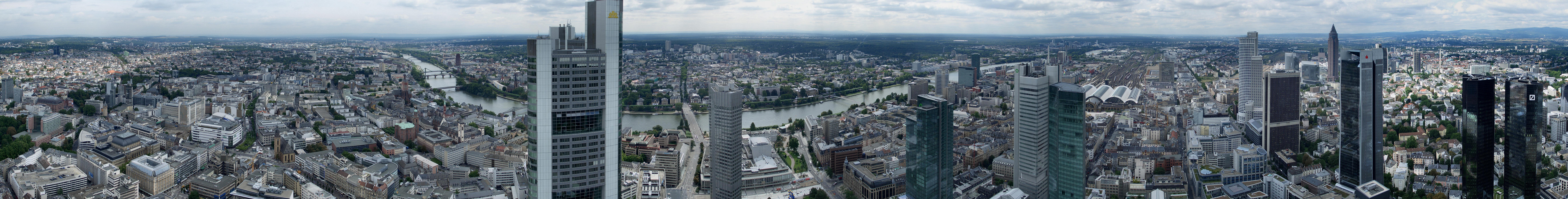
Panoramablick auf das Bankenviertel vom Main Tower gesehen: Die Innenstadt (links), das Bahnhofsviertel (Mitte) und das Westend (rechts)

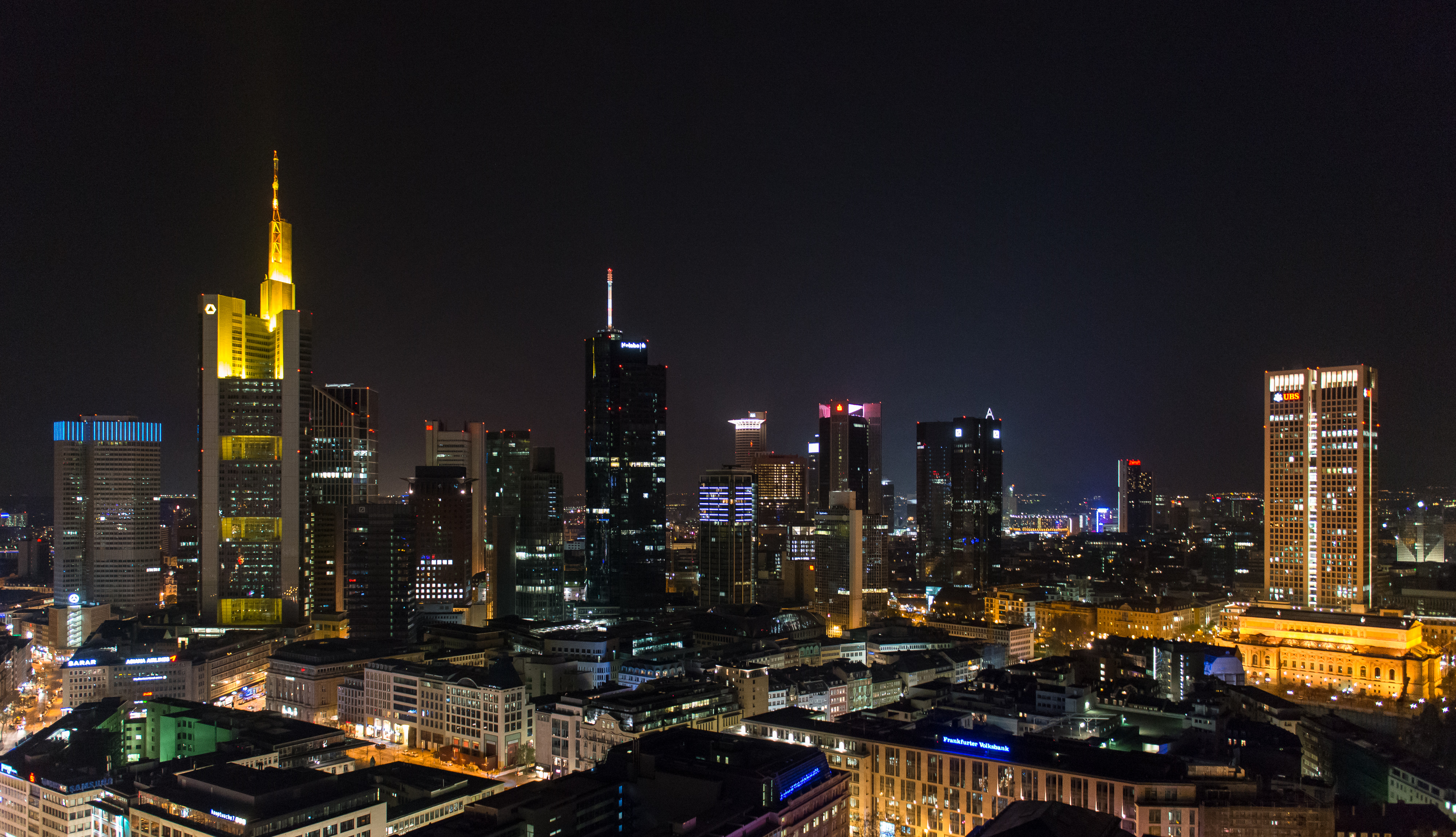
Blick von Osten über das Bankenviertel
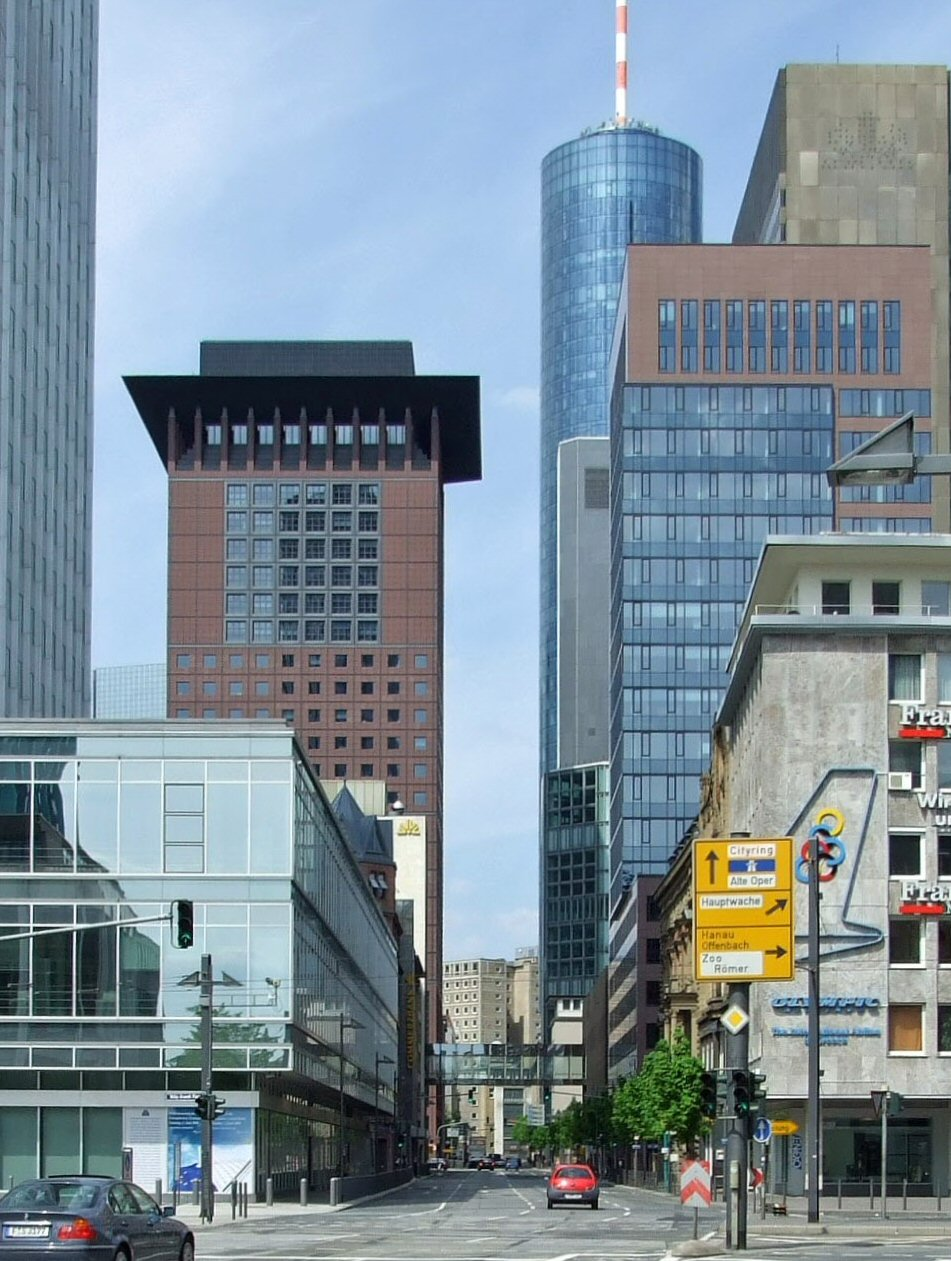
Neue Mainzer Straße
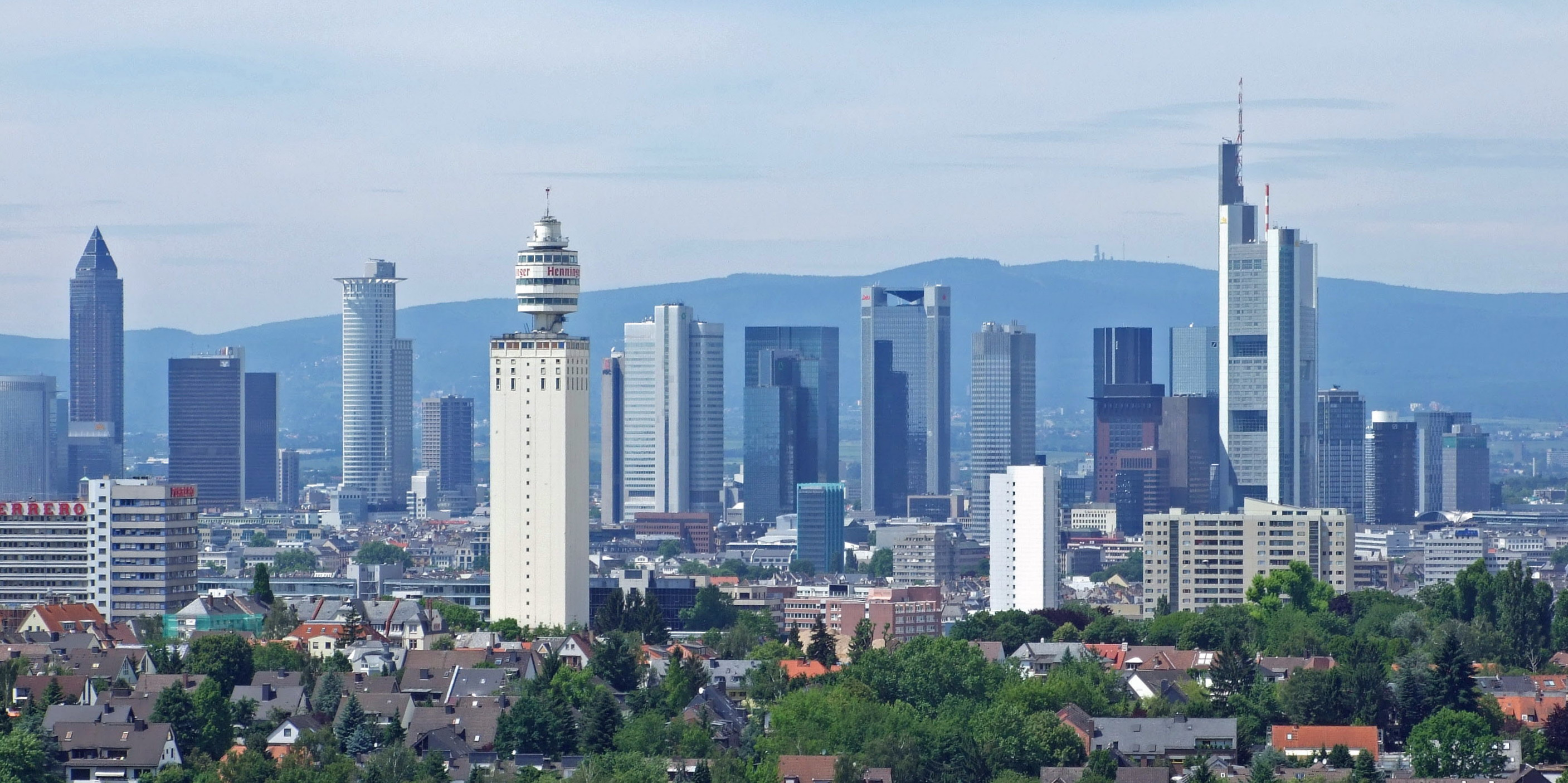
Skyline mit dem Messe- und Bankenviertel
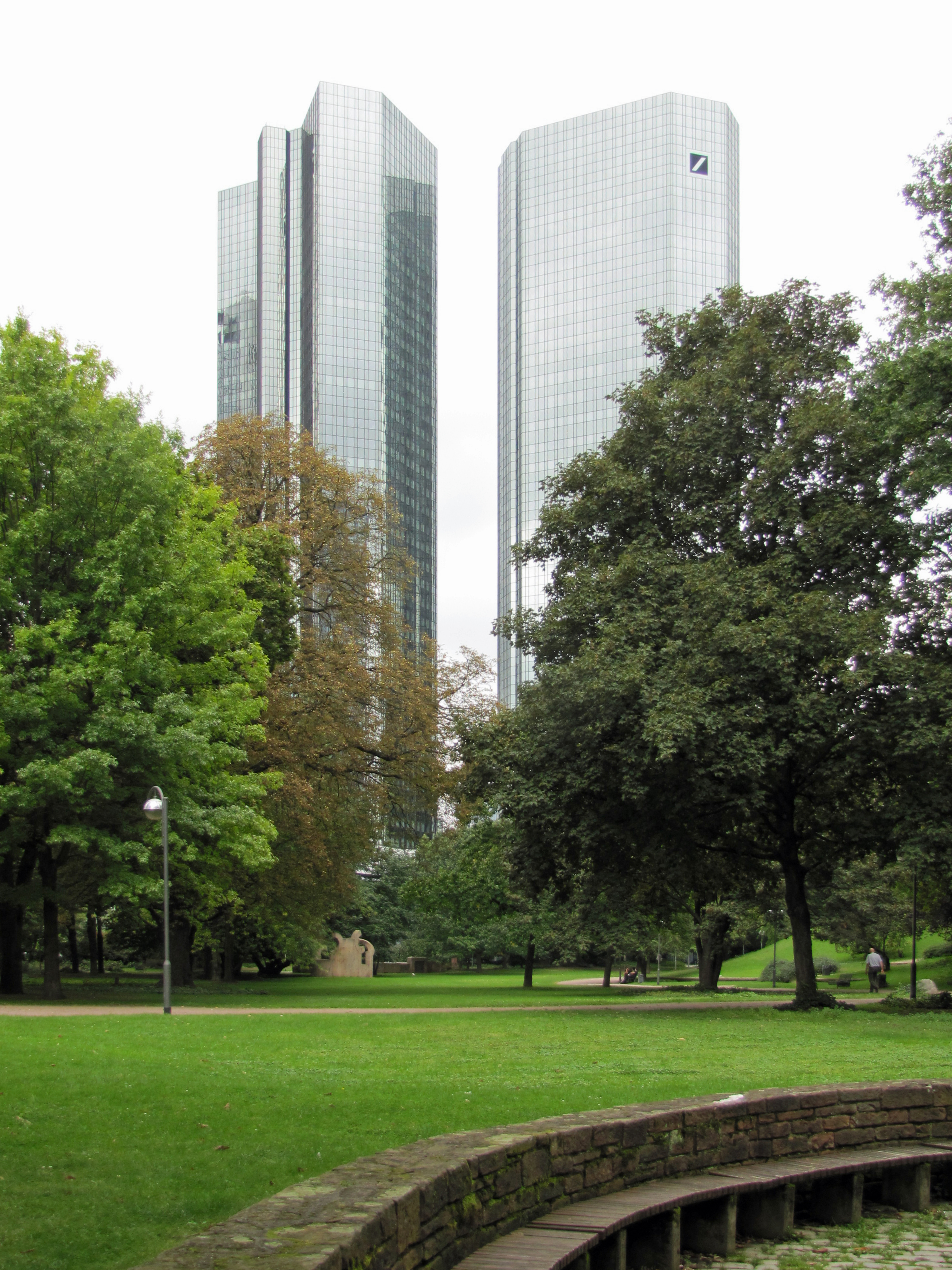
Die Zentrale der Deutschen Bank an der Taunusanlage
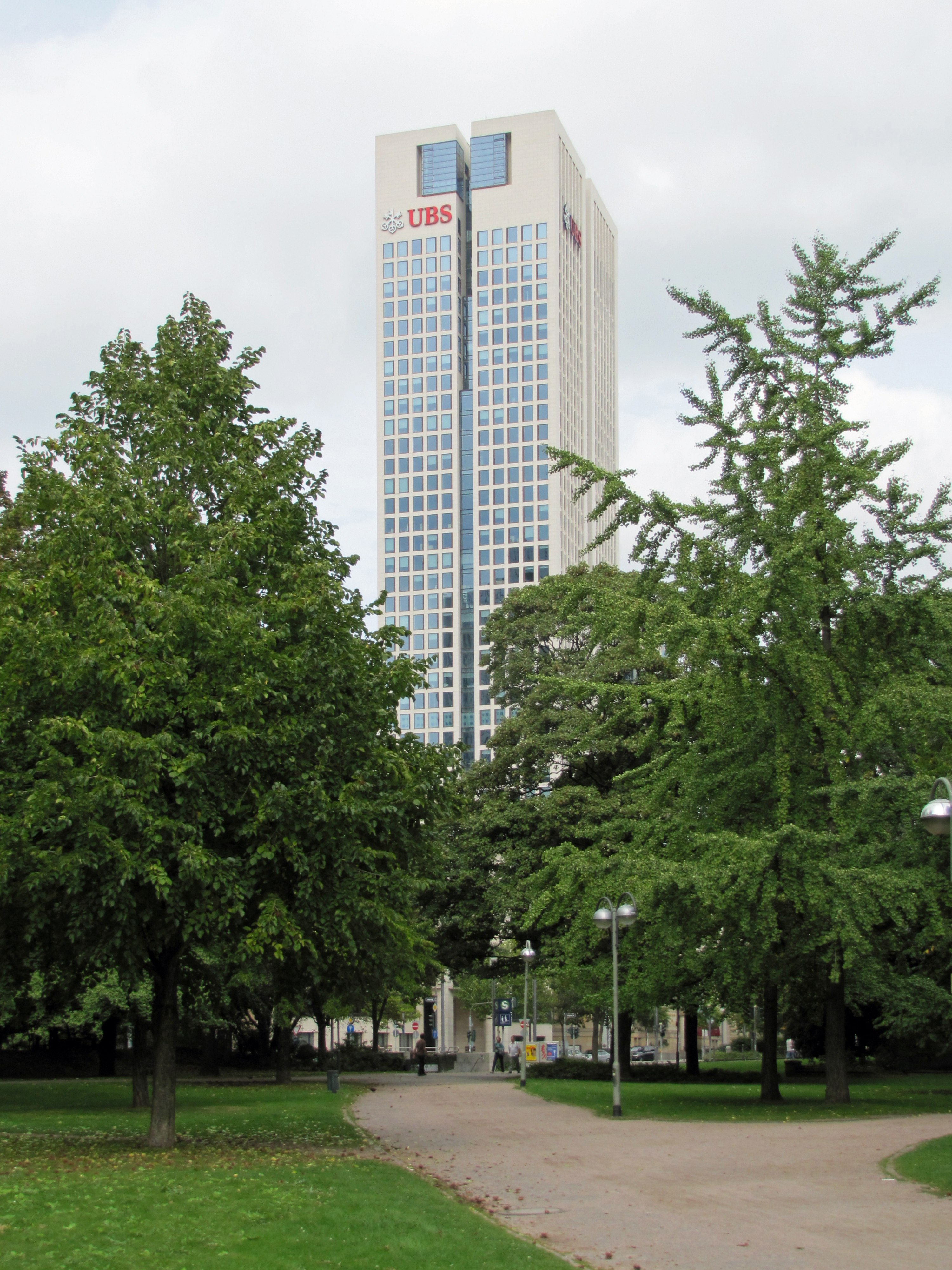
Die Deutschland-Zentrale der UBS
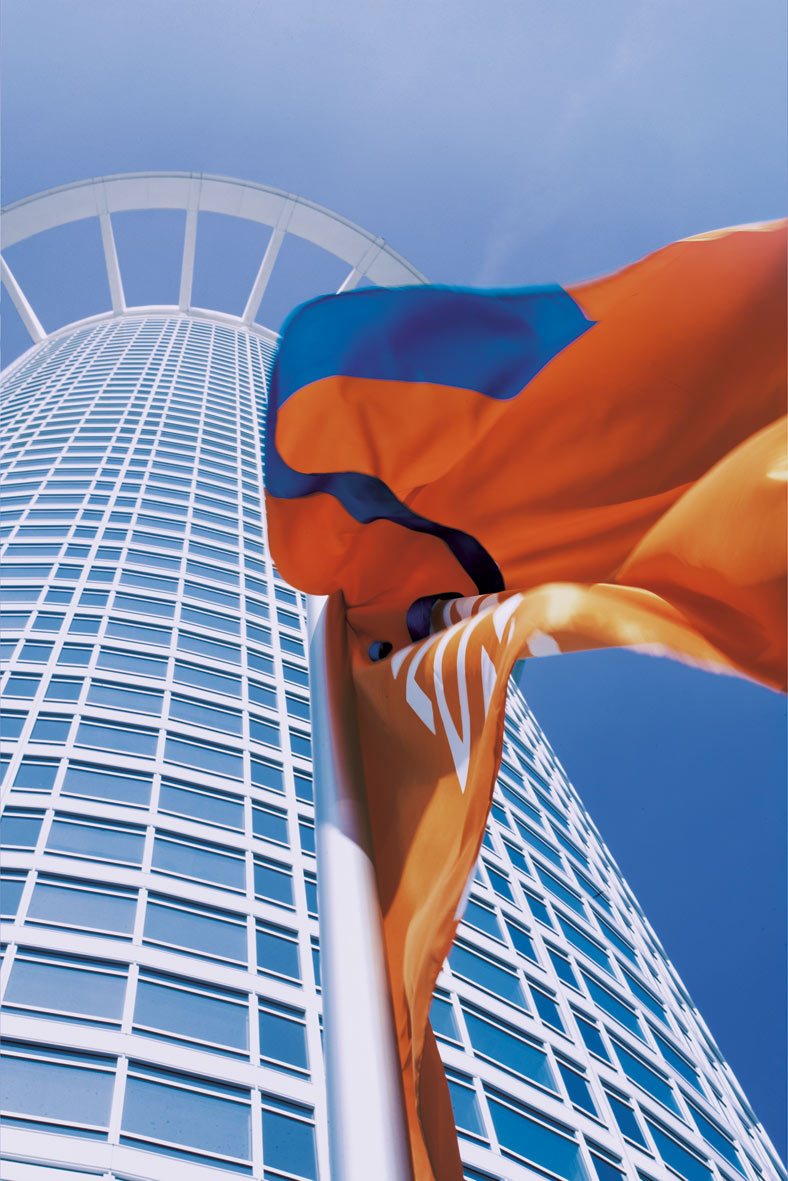
Zentrale der DZ Bank
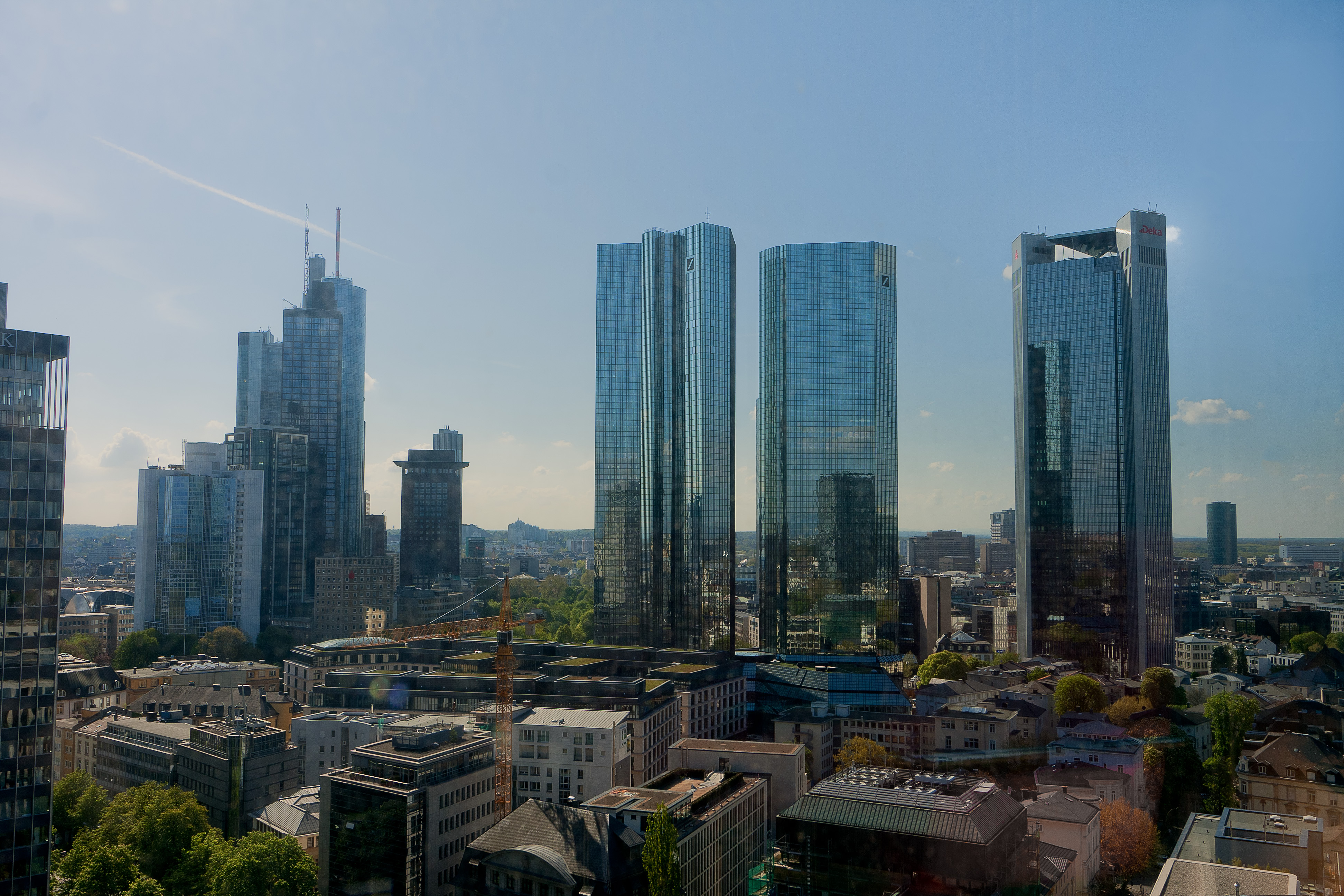
Blick von Nordwesten auf das Bankenviertel (April 2011)
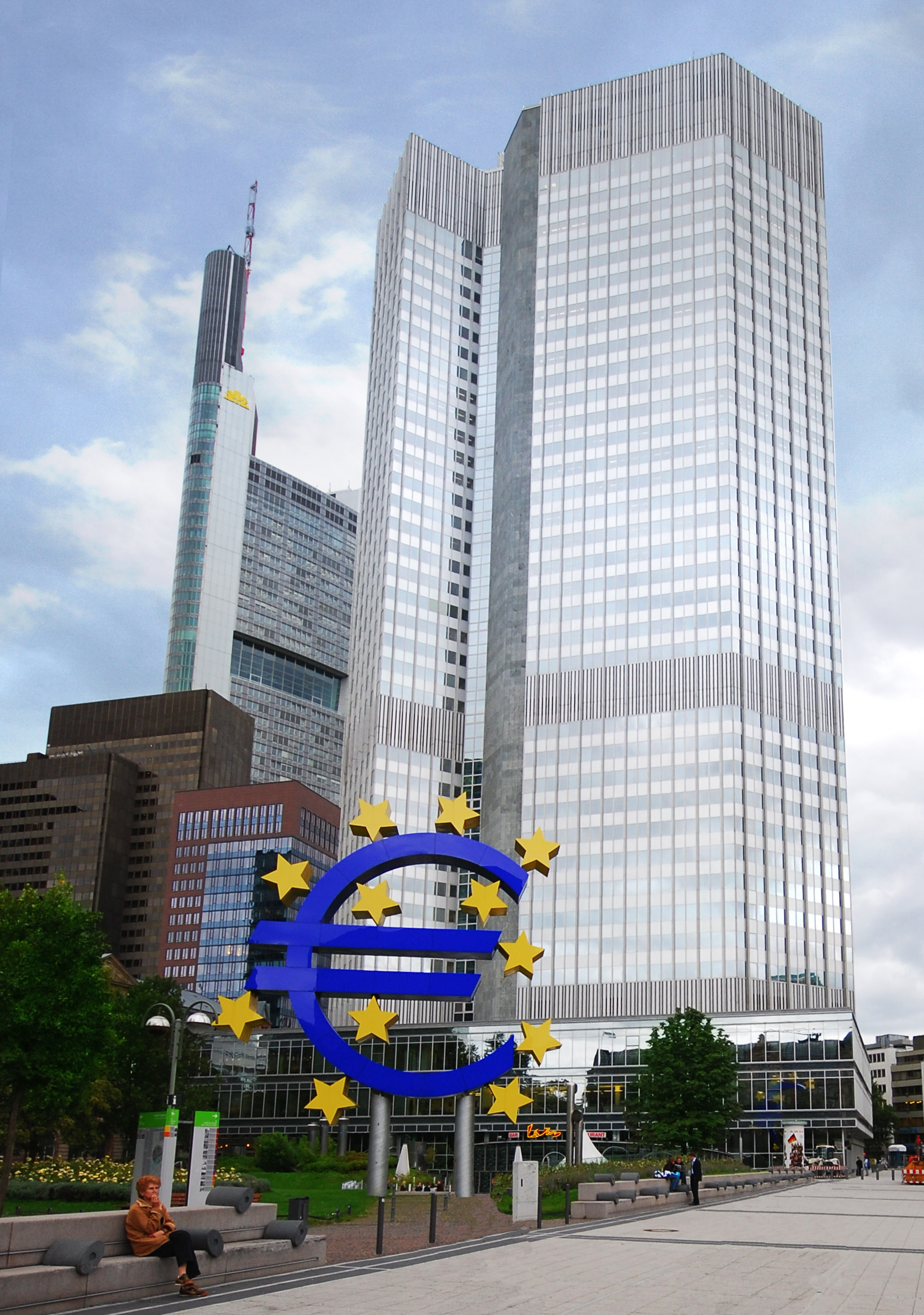
Eurotower der EZB am Willy-Brandt-Platz
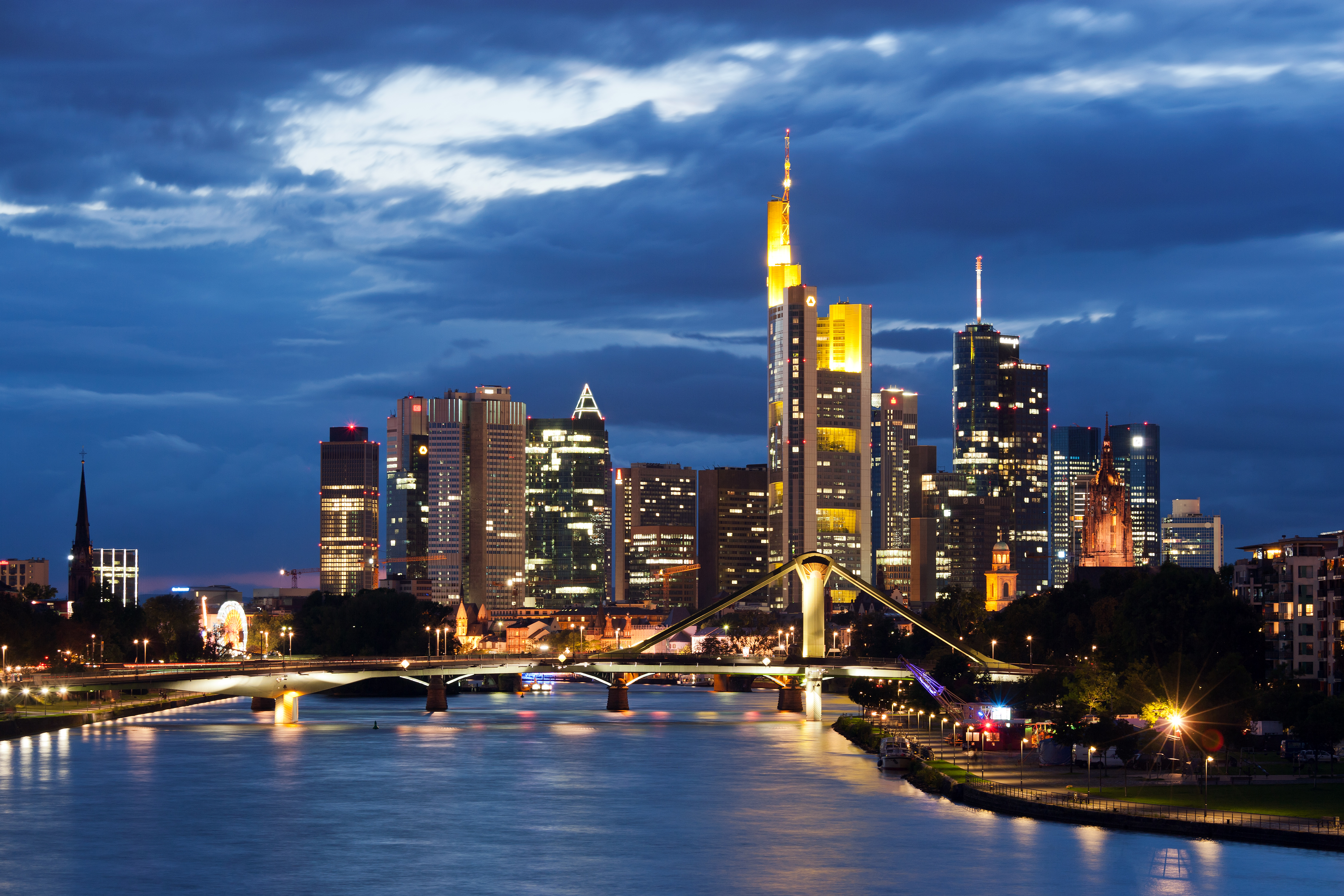
Nächtlicher Skylineblick von der Deutschherrnbrücke
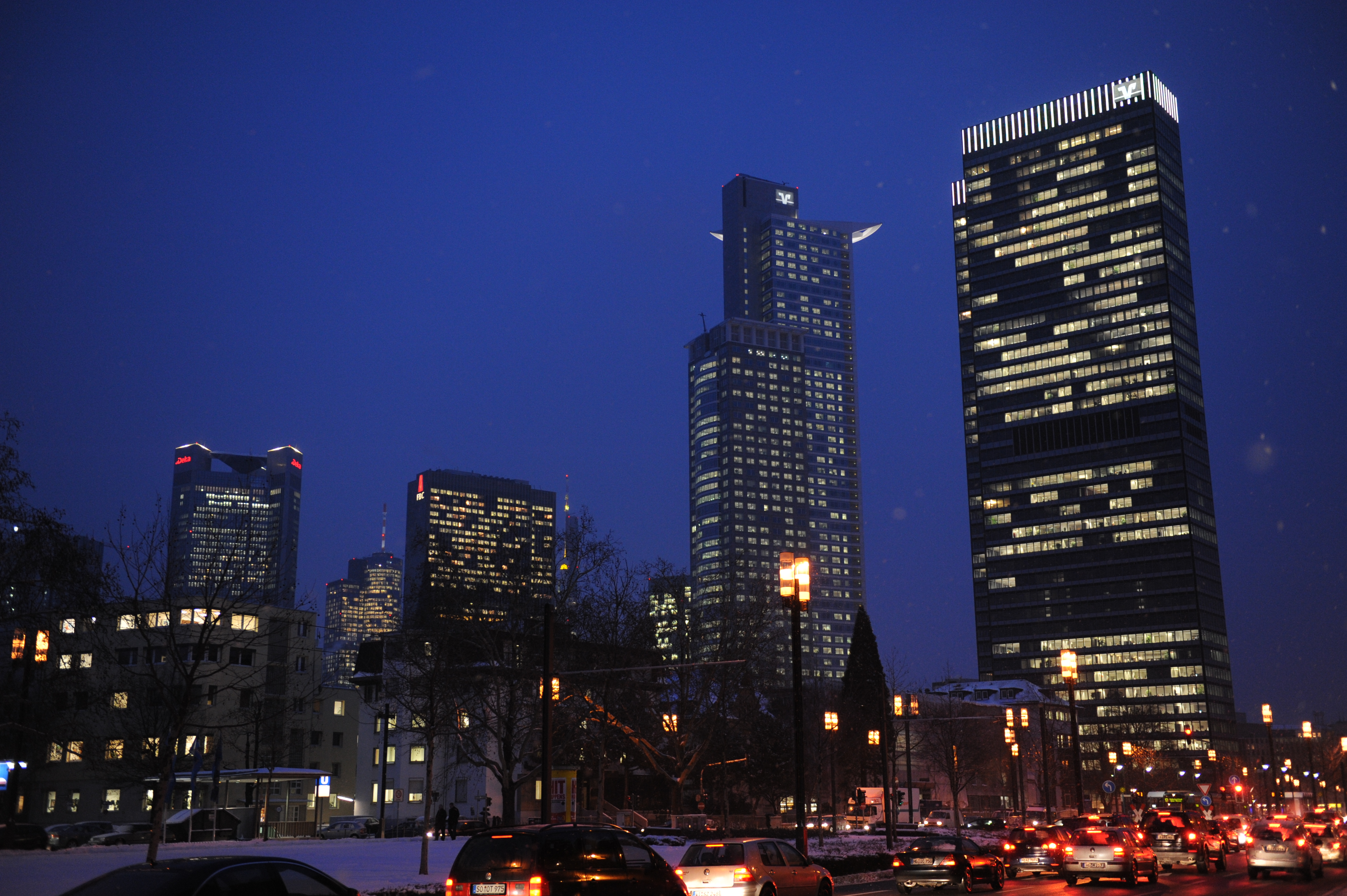
Hochhäuser im Westend
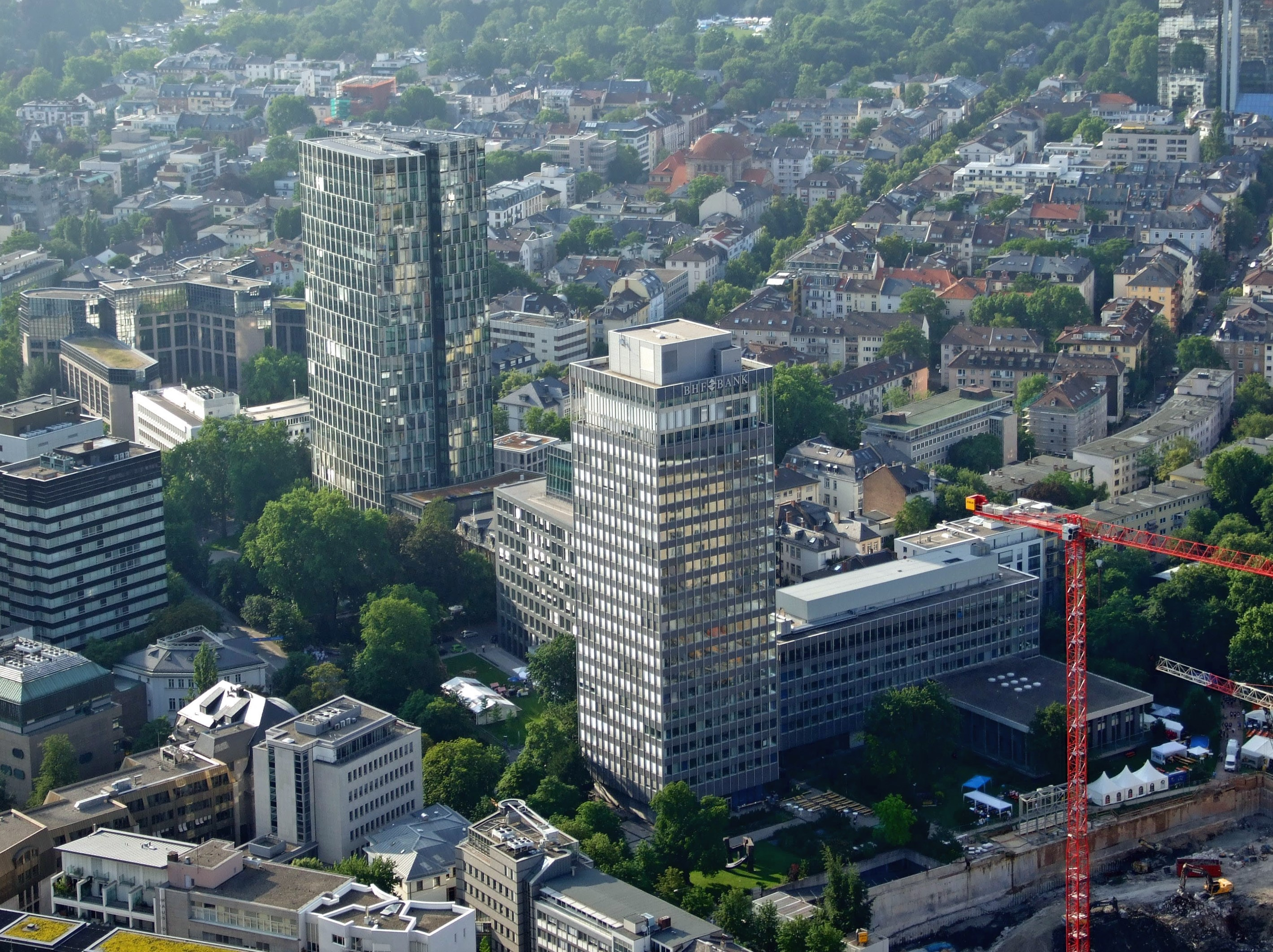
WestendDuo und BHF-Bank an der Bockenheimer Landstraße
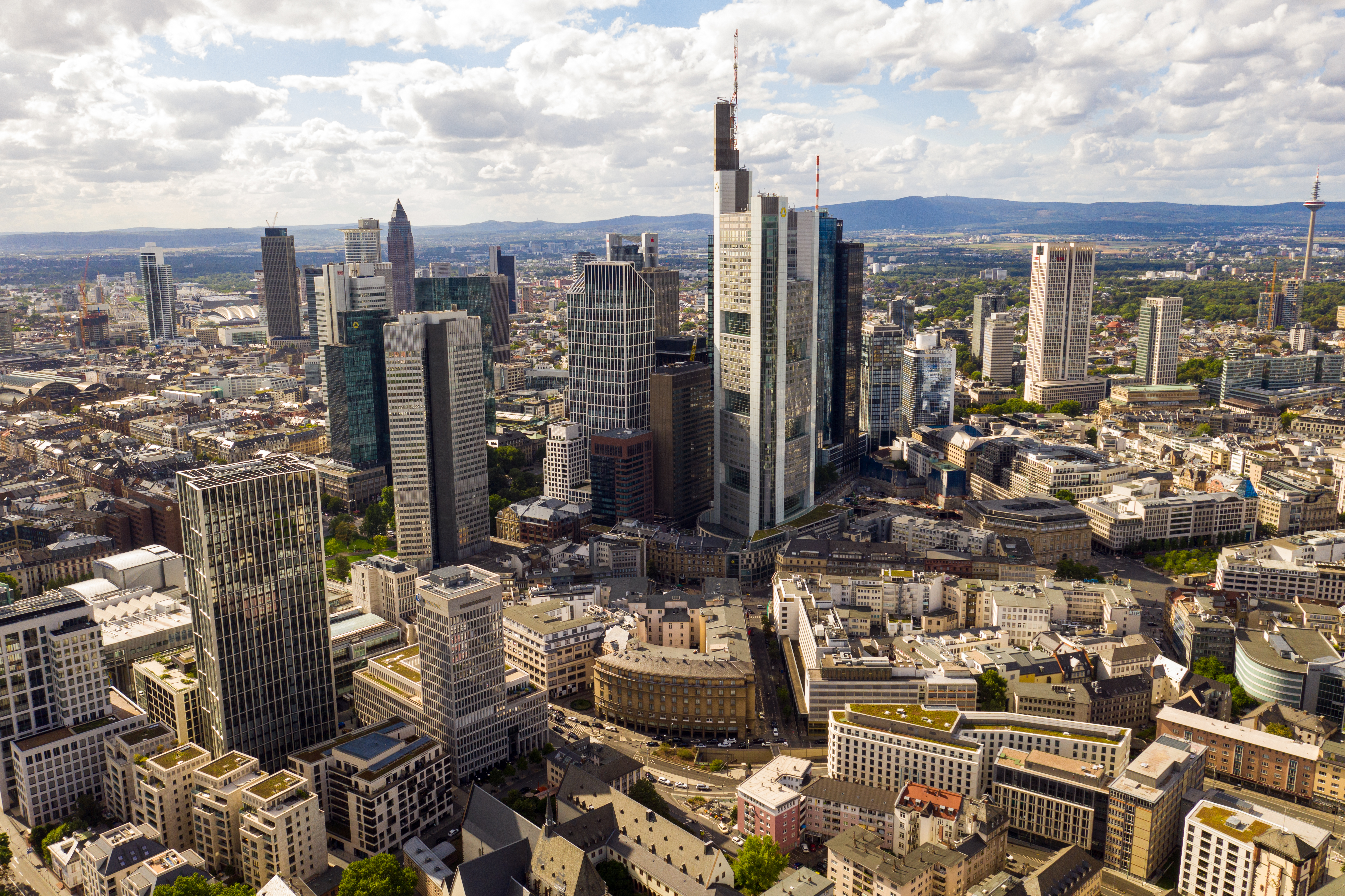
Skyline mit dem Bankenviertel